# Charlotte Hatherley

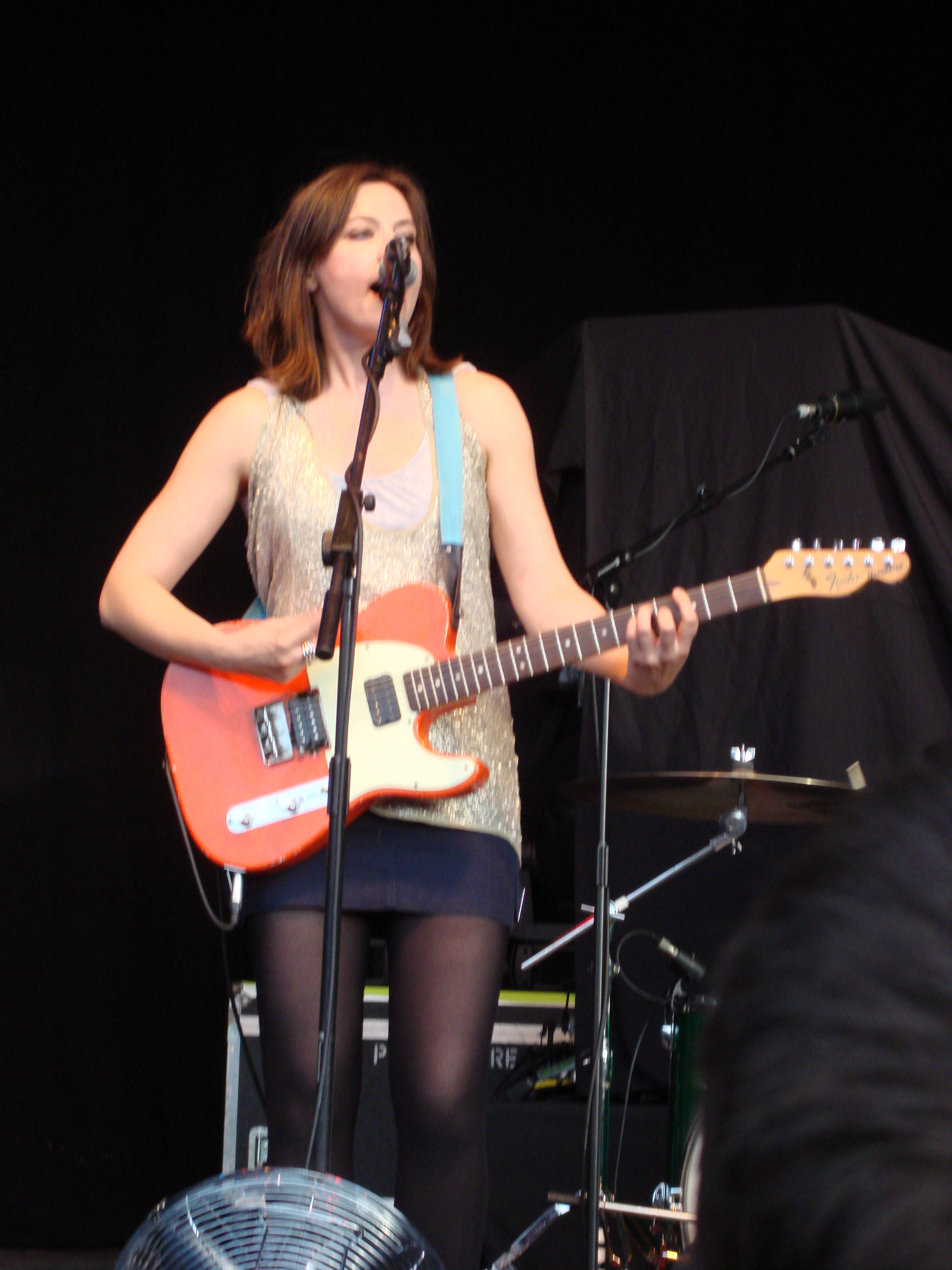
Charlotte Hatherley

Charlotte Franklin Hatherley (ur. 20 czerwca 1979) – pochodząca z Londynu brytyjska piosenkarka i gitarzystka. Wcześniej znana z występów w północnoirlandzkiej grupie rockowej Ash; w 2004 roku rozpoczęła karierę solową.
Kariera muzyczna Hatherley rozpoczęła się w roku 1995, kiedy to dołączyła do punkrockowej grupy Nightnurse. W roku 1997 jeden z koncertów Nightnurse miał okazję zobaczyć Tim Wheeler, wokalista grupy Ash. Po koncercie zaproponował Charlotte współpracę, a ta się zgodziła. Rok później wydano pierwszy album z jej udziałem.
W trakcie nagrywania albumu Meltdown, Hatherley, w pełni wspierana przez grupę, rozpoczęła pracę nad swoją solową płytą „Grey Will Fade”. Najbardziej uznane utwory z tego albumu to „Kim Wilde”, „Summer” i „Bastardo”.
W styczniu 2006 Charlotte opuściła grupę Ash, chcąc w pełni poświęcić się karierze solowej i już jesienią tego samego roku wydała swój drugi album „The Deep Blue”, znany z takich utworów jak „Behave”, „Siberia”, czy „I Want You To Know”.

## Dyskografia

### Albumy
- „Grey Will Fade” - 2004
- „The Deep Blue” - 2006

### Single
- „Kim Wilde” - 2004
- „Summer” - 2004
- „Bastardo” - 2005
- „Behave” - 2006
- „I Want You To Know” - 2007
- „Siberia” - 2007